# Codex Basilensis A. N. IV. 2
Codex Basilensis A. N. IV. 2, Minúscula 1 (en la numeración Gregory-Aland), δ 254 (Soden), y antiguamente designada como 1eap para distinguirla de la minúscula 1rK (que utilizó anteriormente el número 1), es un manuscrito griego en minúsculas del Nuevo Testamento, generalmente datado paleográficamente en el siglo XII. Está escrito en 297 hojas de pergamino y contiene todo el Nuevo Testamento, excepto el Libro de Apocalipsis.
El códice fue preparado para el uso litúrgico con notas marginales (división de texto), y ha sobrevivido casi completo; fue utilizado por Erasmo para su Novum Instrumentum omne. El texto del manuscrito ha sido citado en todas las ediciones críticas del Nuevo Testamento griego; en este códice, el texto de los Evangelios es más apreciado por los estudiosos que el de los restantes libros del Nuevo Testamento. El códice se encuentra en la Biblioteca de la Universidad de Basilea, con número de estantería A. N. IV, 2 (antes B. VI. 27).

## Descripción

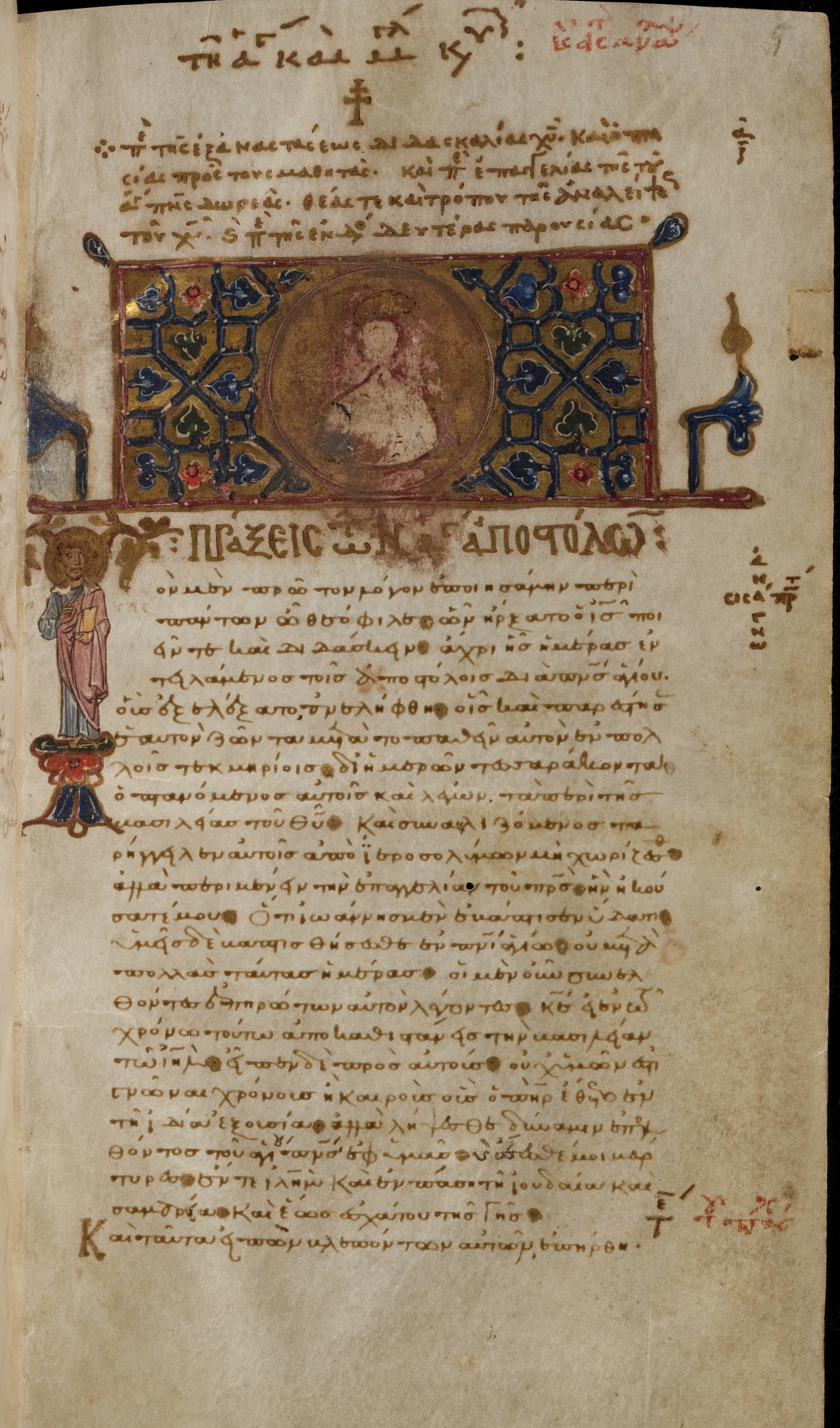
El comienzo del Libro de los Hechos.

El códice contiene todo el Nuevo Testamento (excepto del libro de Apocalipsis) en el siguiente orden: los Evangelios, los Hechos de los Apóstoles, las epístolas generales y paulinas (Hebreos es el último libro de Pablo). El texto está escrito en una columna por página, 38 líneas por página, en 297 hojas de pergamino (18.5 cm por 11.5 cm). Fue acompañado originalmente por miniaturas, que fueron robadas antes de 1860-1862 (excepto una antes del Evangelio de Juan, que permanece en el códice).
Las dimensiones del texto son de 13.6 cm por 6.8 cm. Fue escrito en el pergamino de forma continua y sin separación en minúscula elegante, decorado con espítirus (spiritus asper y spiritus lenis) y acentos, con iota adscrita. Las letras iniciales son doradas, y en la primera página de cada Evangelio del punto final es una gran círculo dorado.
El texto está dividido de acuerdo a los κεφαλαια (capítulos), cuyos números se colocan al margen del texto, y los τιτλοι (títulos) en la parte superior de las páginas. El texto de los Evangelios está dividido de acuerdo con las más pequeñas Secciones Amonianas (en Mateo, 352; en Marcos, 236, con la última sección numerada en 16:12; en Lucas, 340; en Juan, 227), pero las referencias a los Cánones de Eusebio están ausentes. El libro de los Hechos y las epístolas tienen el Aparato Eutaliano.
Contiene Prolegómenos, synaxaria (una lista de santos), dos tipos de marcas de leccionario en el margen (para la lectura litúrgica) e imágenes (por ejemplo, un retrato de Juan el Evangelista y Prócoro). El último tipo de notas litúrgicas, denominado αναγνωσεις (solo para los Evangelios) fue añadido por una mano posterior (en rojo). El Evangelio de Mateo tiene 116 αναγνωσεις; el Evangelio de Marcos, 70; el Evangelio de Lucas, 114; y el Evangelio de Juan, 67 αναγνωσεις. En el siglo XV, una mano posterior agregó Prolegómenos.
El códice contiene una escolio cuestionando la autenticidad de Marcos 16:9-20. La perícopa de la adúltera (Juan 7:53-8:11) está ubicado después de Juan 21:25.

## Texto
En el perfil de Aland, Kurt y Barbara Aland colocaron los Evangelios del códice en la categoría III, lo que significa que tiene importancia histórica, con el perfil de 1191, 802, 601/2, 69s. Esto significa que el texto del códice concuerda con el texto estándar bizantino 119 veces,; con el texto original, contra el bizantino, 80 veces; y con el texto bizantino y original 60 veces. Hay 69 lecturas independientes o distintivas en los Evangelios. Mientras que los Evangelios son representativos del tipo de texto cesariano, el resto de los libros del Nuevo Testamento en este códice son representativos del tipo textual bizantino y cae dentro de la categoría V, el más bajo y menos importante en el perfil de Aland. Pertenece a la familia textual 1 con los manuscritos 118, 131 y 209. La clasificación en esta familia textual fue apoyada por el Perfil del Método de Claremont, pero fue examinado con este método únicamente en Lucas 1, Lucas 10 y Lucas 20.
Johann Jakob Griesbach fue el primero que observó sus similitudes con el texto del comentario de Orígenes al Evangelio de Mateo. De acuerdo con Hort, su texto precedió al tipo textual bizantino.
Kirsopp Lake comparó el texto del códice con el texto de Stephanus y demostró que en las secciones de este códice que comprenden Mateo 1-10; Mateo 22-Marcos 14; Lucas 4-23; Juan 1-13 y 18, existen 2243 variantes del Textus Receptus.
En Mateo 27:16 tiene la conocida variante textual «Ιησουν τον Βαραββαν» (Jesús Barrabás). Esta variante también aparece en el Codex Coridethianus, la minúscula 700 y otros miembros del grupo f1.

## Historia

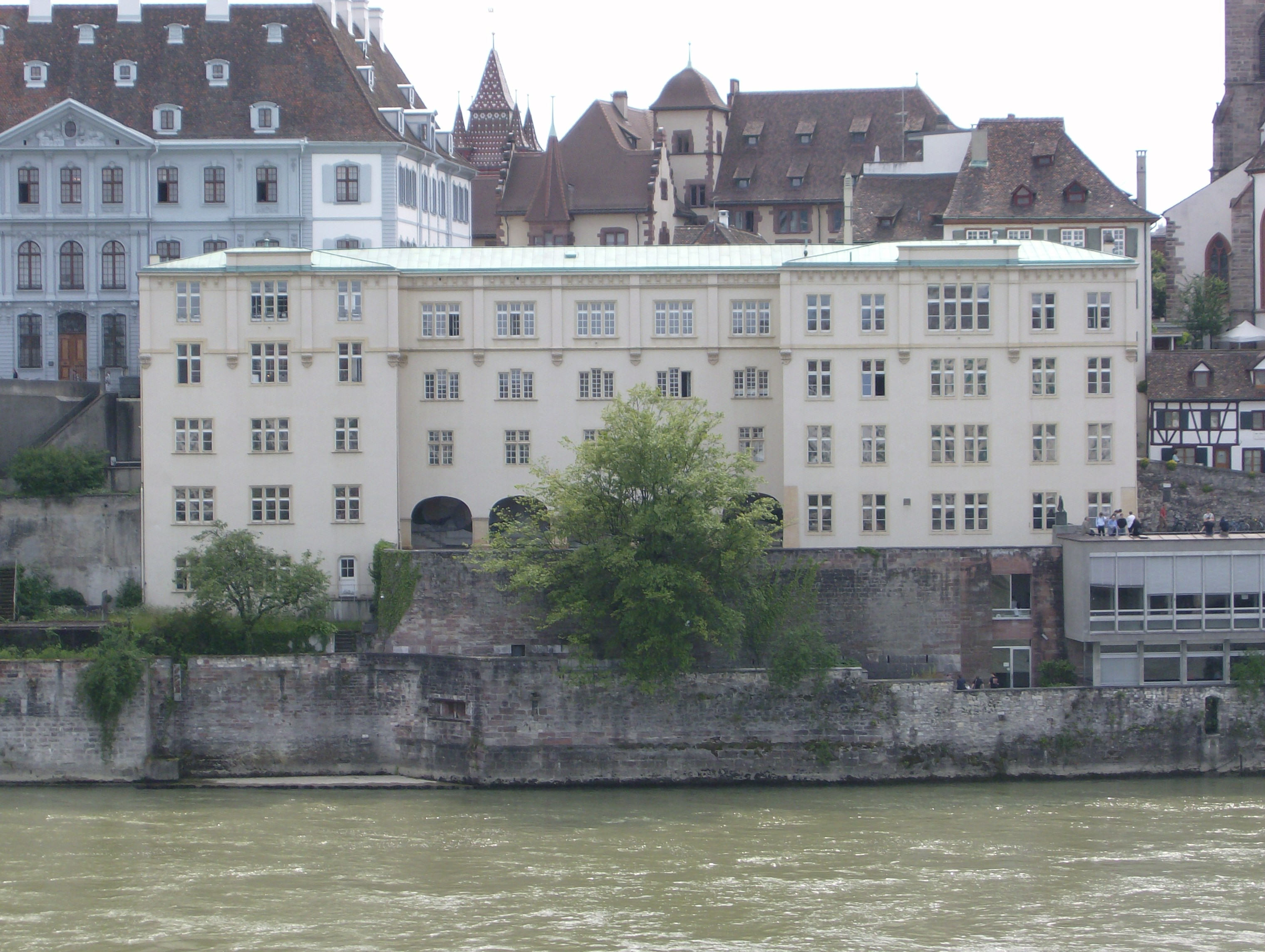
Universidad de Basilea.

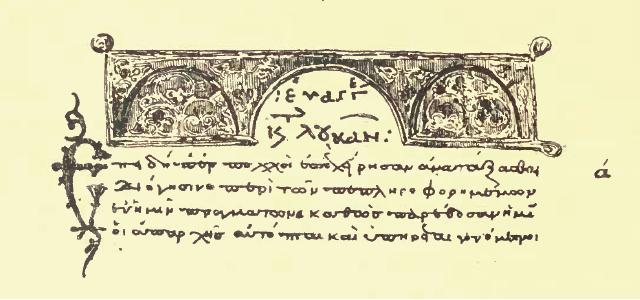
Lucas 1:1-2 (facsimilar de Scrivener).

Los críticos textuales y los paleógrafos como Johann Jakob Wettstein, Konstantin von Tischendorf, Frederick Henry Ambrose Scrivener y Caspar René Gregory dataron el manuscrito en el siglo X. Henri Omont y Kirsopp Lake lo fecharon en el siglo XII, y Dean Burgon en el siglo XII o XIII. Es datado por el Instituto de Investigación Textual del Nuevo Testamento en el siglo XII, debido a la frecuente aparición de las letras agrandadas, marcas de espíritu redondeadas, decoración y ligaduras que parecen descartar fechas más antiguas.
El manuscrito fue presentado al monasterio de la Orden de Predicadores por el cardenal Juan de Ragusa (1380-1443), general de los dominicos. Fue utilizado por Erasmo en la primera edición de su Novum Testamentum (1516); como resultado, algunas de sus lecturas se encuentran en el Textus Receptus. Erasmo utilizó este códice muy poco, ya que su texto era diferente de otros manuscritos con los que estaba familiarizado. Ecolampadio y Gerbelius (subeditores de Erasmo) insistieron en que se utilizara más lecturas de este códice en su tercera edición; sin embargo, de acuerdo con Erasmo el texto de este códice fue alterado a partir de los manuscritos latinos y tenía un valor secundario. Desde 1559, se ha mantenido en la Universidad de Basilea, junto con el Codex Basilensis y la minúscula 2 (GA).
Johann Albrecht Bengel utilizó varios extractos del códice, y Wettstein fue el primero que lo examinó exhaustivamente. Según él, en los Evangelios su texto concuerda con la mayoría de los códices antiguos y las citas patrísticas; por lo tanto, lo llamó el número uno. En 1751 cambió su elevada opinión (Novum Testamentum graecum), datando al códice en el siglo X. Wettstein recopiló este manuscrito dos veces, con muchos errores; según Samuel Prideaux Tregelles, su cotejo era incorrecto en más de 1.200 lecturas. Leonard Hug apoya la última opinión de Wettstein sobre que el códice fue latinizado. Tregelles y Roth nuevamente recopilaron el texto de este códice, y Tregelles observó que este códice es textualmente cercano a la minúscula 118. Dean Burgon notó que los códices 131 y 209 también son textualmente similares. Todo este grupo fue examinado por Kirsopp Lake en 1902, y fue llamado el «Grupo Lake» (o Familia 1). El texto de la familia se determinó a base de la minúscula 1  (clasifica el códice 1 con las minúsculas 118, 131 y 209).
F. H. A. Scrivener (1813-1891) demostró que por lo menos 22 versos del texto de Erasmo se derivaron de la minúscula 1:
- Mateo 22:28; 23:25; 27:52; 28:3-4, 19-20
- Marcos 7:18-19, 26; 10:1; 12:22; 15:46.
- Lucas 1:16, 61; 2:43; 9:1, 15; 11:49.
- Juan 1:28; 10:8; 13:2.[23]

El manuscrito ha sido citado en todas las ediciones críticas del Nuevo Testamento griego y citado de forma sistemática en las tercera y cuarta ediciones editadas por las Sociedades Bíblicas Unidas (UBS3 y UBS4), y las 26.ª y 27.ª ediciones Nestle-Aland (NA26 y NA27). En NA27, el códice ha sido citado como testigo de primer orden.

## Lectura adicional
- Amy S. Anderson (2004). The Textual tradition of the Gospels: Family 1 in Matthew. Leiden; Boston: Brill.
- Kirsopp Lake (1902). Codex 1 of the Gospels and its Allies. Text and Studies VII 3. Cambridge.
- Henri Omont (1886). Catalogue des mss grecs des bibliothèques de Suisse. Leipzig.